# Hyperlapse (приложение)
Hyperlapse — приложение, созданное Instagram, предназначенное для съёмки и публикации ускоренного видео.

## Возможности
Приложение позволяет снимать ускоренное видео с возможностью стабилизации. 
Максимальная длина ролика — 45 минут. После съёмки видео присутствует возможность выбрать степень ускорения видео. Hyperlapse позволяет снимать видео с основной или фронтальной камеры смартфона в портретном или ландшафтном положении.

## Скрытые функции
Так как приложение обладает минималистичным интерфейсом, в нём нет кнопки настроек. Чтоб вызвать настройки, нужно три раза нажать на экран четырьмя пальцами. В настройках возможно изменение таких параметров, как: разрешение видеозаписи (720p или 1080p), частота кадров (30 или 24 кад/с) и степень максимального ускорения видео (1—12 раз или 1—40 раз).

## Совместимость
Приложение Hyperlapse совместимо со всеми iPhone, iPod touch и iPad, поддерживающими iOS 7. Приложение также доступно для Android и не доступно на Windows Phone.

## Возможности публикации
После съёмки и обработки материала присутствует возможность отправить видео в Facebook и instagram.